# Boeing C-135 Stratolifter
Il Boeing C-135 Stratolifter è un aereo da trasporto derivato dal prototipo di jet di linea Boeing 367-80 (base anche del Boeing 707) all'inizio degli anni cinquanta. Ha una fusoliera più stretta ed è più corto del 707. La Boeing ha dato all'aereo la designazione interna di Modello 717.  Fin dal primo che fu costruito nell'agosto 1956, il C-135 è sempre stato al servizio dell'United States Air Force.

## Sviluppo
Una grande parte delle 820 unità fu sviluppata come KC-135 Stratotanker per il rifornimento in volo. Comunque, 45 velivoli furono costruiti come C-135A o C-135B e quindi aerei da trasporto senza l'equipaggiamento per il rifornimento.

### C-135A/E/R
Furono costruiti 15 C-135A, con i turbojet J57. Più tardi, quasi tutti furono aggiornati con i turbofan TF33 e furono ridesignati C-135E. Qualche tempo dopo si cambiarono ancora i motori sui C-135E, utilizzando i più potenti CFM-56-2A.

### C-135B

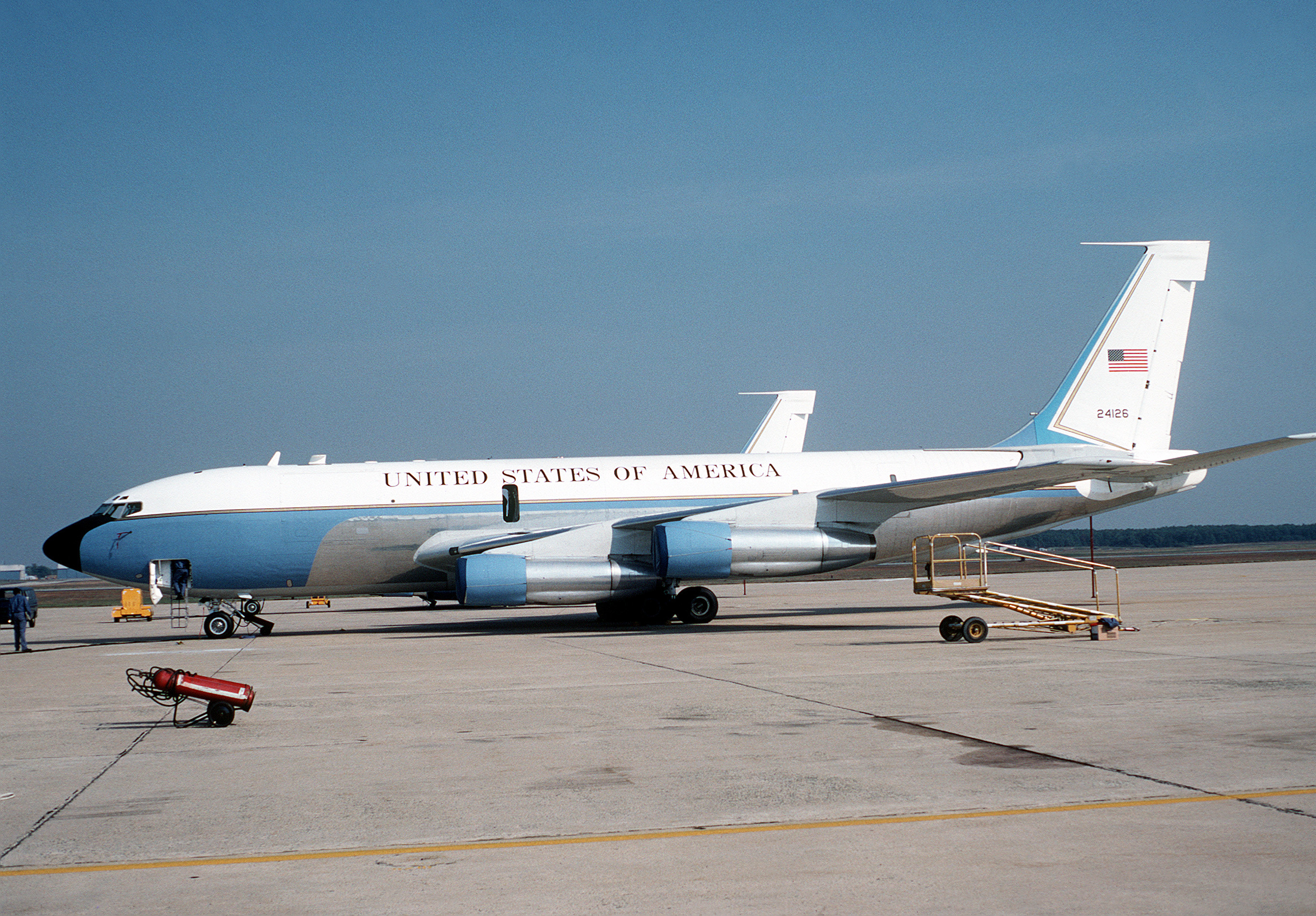
Un C-135B Stratolifter per il trasporto personalità parcheggiato sulla pista di volo alla Andrews AFB.

30 C-135B furono prodotti fin dall'inizio con i turbofan TF33. Solo un piccolo numero di essi rimane tuttora in servizio nella sua forma originale. Una parte di essi fu modificata come aereo da ricognizione meteorologica e designato WC-135B.

### C-135C
La designazione di C-135C si applica a 3 WC-135B da ricognizione meteorologica che furono riportati allo stato originale di aereo cargo. La maggior parte degli altri C-135B furono convertiti per svolgere altri tipi di missioni speciali seguendo il loro servizio con il Military Airlift Command.
Benché molti dei rimanenti C-135, con i loro 14 posti a sedere, fossero utilizzati per trasportare personalità militari, il  C-135C viene utilizzato come sede di test volante per le nuove tecnologie. Test di sviluppo che utilizzavano questo velivolo hanno dimostrato la possibilità di volare con un sistema GPS differenziale. A questo C-135 modificato sono stati implementati una videocamera ad EHF ed un radome per vedere che immagini producesse la telecamera in condizioni di bassa visibilità.

#### Speckled Trout

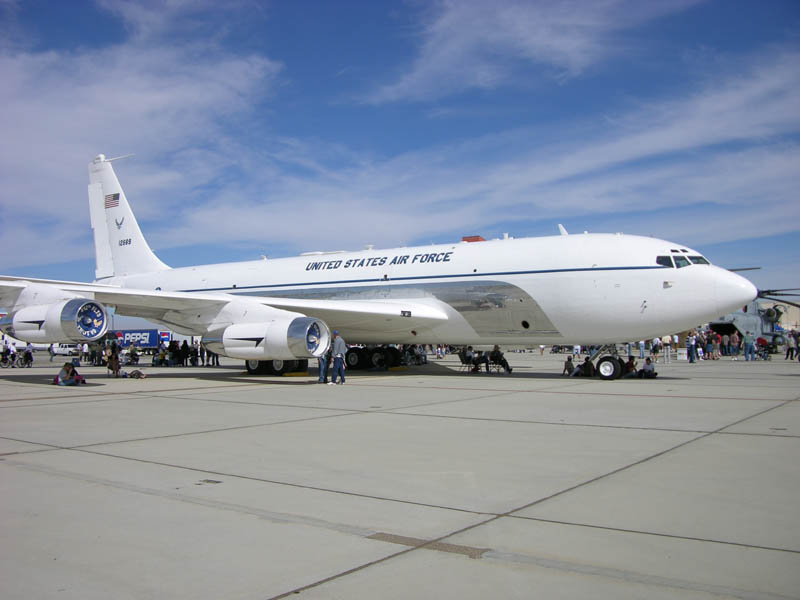
Il C-135C Speckled Trout all'Edwards AFB

Speckled Trout è il soprannome dato ad un C-135C, (numero di serie 61-2669), che fu utilizzato dal Segretario dell'Aeronautica o dal Capo di Stato Maggiore come aereo da trasporto executive. Equipaggiato con attrezzi per le comunicazioni e algoritmi di crittazione, il velivolo ebbe un ruolo secondario come sede di test per sistemi di comando e controllo e per valutare i progetti di futuri aerei da trasporto.  Il 412° Flight Test Squadron (412 FLTS) dell'Air Force Material Command (AFMC) all'Edwards AFB, in California utilizzò il C-135 Speckled Trout e condusse le sue missioni di test.
Il nome Speckled Trout fu scelto in onore di Faye Trout che aiutò in numerose fasi il progetto. La parola speckled (chiazzato) fu aggiunta perché Trout apparentemente aveva molte lentiggini.
Questo Speckled Trout fu ritirato il 13 gennaio 2006. Un aereo ad interim fu utilizzato dino al 2008: un KC-135R Stratotanker opportunamente modificato. Il KC-135R può anche, a differenza del C-135C, essere rifornito in volo.

### C-135F
I C-135F furono aerei di nuova costruzioni utilizzati dalla Francia come cargo, rifornitori e trasporto truppe.

## Varianti
- C-135A
- C-135B
- C-135C
- C-135E
- C-135F
- C-135R

## Velivoli comparabili
Stati Uniti
- Douglas DC-8